# Ivan Tilak Jayasundera
Ivan Tilak Jayasundera (ur. 25 listopada 1959 w Kandy) – lankijski duchowny rzymskokatolicki, mianowany biskupem Ratnapury w 2006, zrezygnował z przyjęcia sakry biskupiej.

## Życiorys
Święcenia kapłańskie przyjął 3 sierpnia 1985. 20 stycznia 2006 został mianowany biskupem Ratnapury. 6 lipca 2006 zrezygnował z przyjęcia sakry.